# Direito do jogo
O Direito do Jogo é o conjunto de regras e princípios aplicáveis à indústria do jogo, incluindo jogos bancados, máquinas eléctricas ou mecânicas (slot machines), apostas mútuas (por exemplo, corridas de cães ou de cavalos), lotarias e apostas desportivas.
O Direito do Jogo não é um ramo do direito em sentido tradicional, mas sim um conjunto de matérias que relevam de modo especial para esta área, incluindo questões de direito constitucional, direito administrativo, direito fiscal, direito das sociedades comerciais, direito dos contratos e direito penal. Desta forma, o direito do jogo inclui questões de direito público e de direito privado.

## Direito do jogo de Macau
Em Macau, a actividade do jogo assenta em concessões de direito administrativo.
Actualmente, existem três concessionárias e três subconcessionárias de jogos de fortuna e azar: "Sociedade de Jogos de Macau", de Stanley Ho; "Casino Galaxy, S.A.", uma subsidiária da Galaxy Entertainment Group (de Hong Kong); "Wynn Resorts (Macau) S.A.", de Steve Wynn; "Venetian Macau S.A.", de Sheldon Adelson; uma parceria entre a MGM e Pansy Ho (filha de Stanley Ho); e uma parceria entre a Melco (de Alexandre Ho, filho de Stanley Ho) e a PBL (de James Packer), da Austrália.
Actualmente, estas concessionárias e subconcessionárias são obrigadas de pagar ao Governo um imposto especial sobre o jogo, que incide sobre as receitas brutas geradas pela exploração do Jogo, sendo a sua taxa fixada nos 35%. Este imposto constitui uma importante, senão a mais importante, fonte de rendimentos para o Governo da RAEM. Além deste imposto especial, elas também têm que contribuir com uma quantia anual não superior a 3% das suas receitas brutas para o desenvolvimento urbanístico, a promoção turística e a segurança social; e uma quantia anual não superior a 2% das suas receitas brutas para uma fundação pública que tenha por fins a promoção, o desenvolvimento e o estudo de acções de carácter cultural, social, económico, educativo, científico, académico e filantrópico, a ser indicada pelo Governo.
A actividade dos promotores de jogo é regulada através do Regulamento Administrativo nº 6/2002.
Os efeitos civis do jogo e da aposta estão regulados no artigo nº 1171 do Código Civil de Macau, não havendo outra legislação especial com disposições explícitas sobre o assunto, pelo que cabe conjugar esta norma com os regimes administrativos e penais aplicáveis.
O crédito para jogo foi legalizado e regulado em 2004, através da Lei nº 5/2004, de 14 de Junho.
A Lei nº 8/96/M, de 22 de Julho, e a Lei nº 9/96/M, de 22 Julho, regulam crimes no sector do jogo. A legislação sobre lavagem de dinheiro, na versão resultante da reforma de 2006, é também aplicável.

## Direito do jogo no Brasil
O Brasil atualmente não permite a exploração dos jogos de azar, com exceção dos jogos de prognosticos (Loterias) feitas diretamente pelo Estado, ou com raras permissões a particulares. Existe ainda a previsão da exploração do jogo de Bingo, para o incentivo da Cultura e do Esporte.

## Direito do jogo em Portugal
Actualmente, a disciplina básica da exploração de jogos de fortuna ou azar em Casinos consta do Decreto-Lei n.º 422/89, de 2 de Dezembro (Lei do Jogo), segundo a última alteração introduzida pelo Decreto Lei n.º 114/2011, de 30 de Novembro, que o republicou.
São vários os tipos de jogos que podem ser praticados nos casinos portugueses. Numa enumeração não exaustiva, a lei indica os seguintes: jogos bancados (bacará ponto e banca, banca francesa, boule, cussec, écarté, bancado, roleta francesa, roleta americana com um zero, black-jack/21, chukluck, trinta e quarenta, bacará de banca, craps, keno); jogos não bancados (bacará chemin de fer, bacará de banca aberta, écarté, bingo); jogos em máquinas pagando directamente prémios em fichas ou moedas, e jogos em máquinas que, não pagando directamente prémios em fichas ou moedas, desenvolvam temas próprios dos jogos de fortuna ou azar ou apresentem como resultado pontuações dependentes exclusiva ou fundamentalmente da sorte (n.º 1 do art. 4º da Lei do Jogo).
As regras de execução dos jogos de fortuna ou azar encontram-se na Portaria n.º 217/2007, de 26 de Fevereiro. Para além de algumas adaptações das anteriores regras, este diploma veio autorizar a exploração, nos Casinos portugueses, do poker «texas hold’em» e «omaha».